# Barnardia
Barnardia là một chi thực vật có hoa trong họ Asparagaceae.

## Hình ảnh

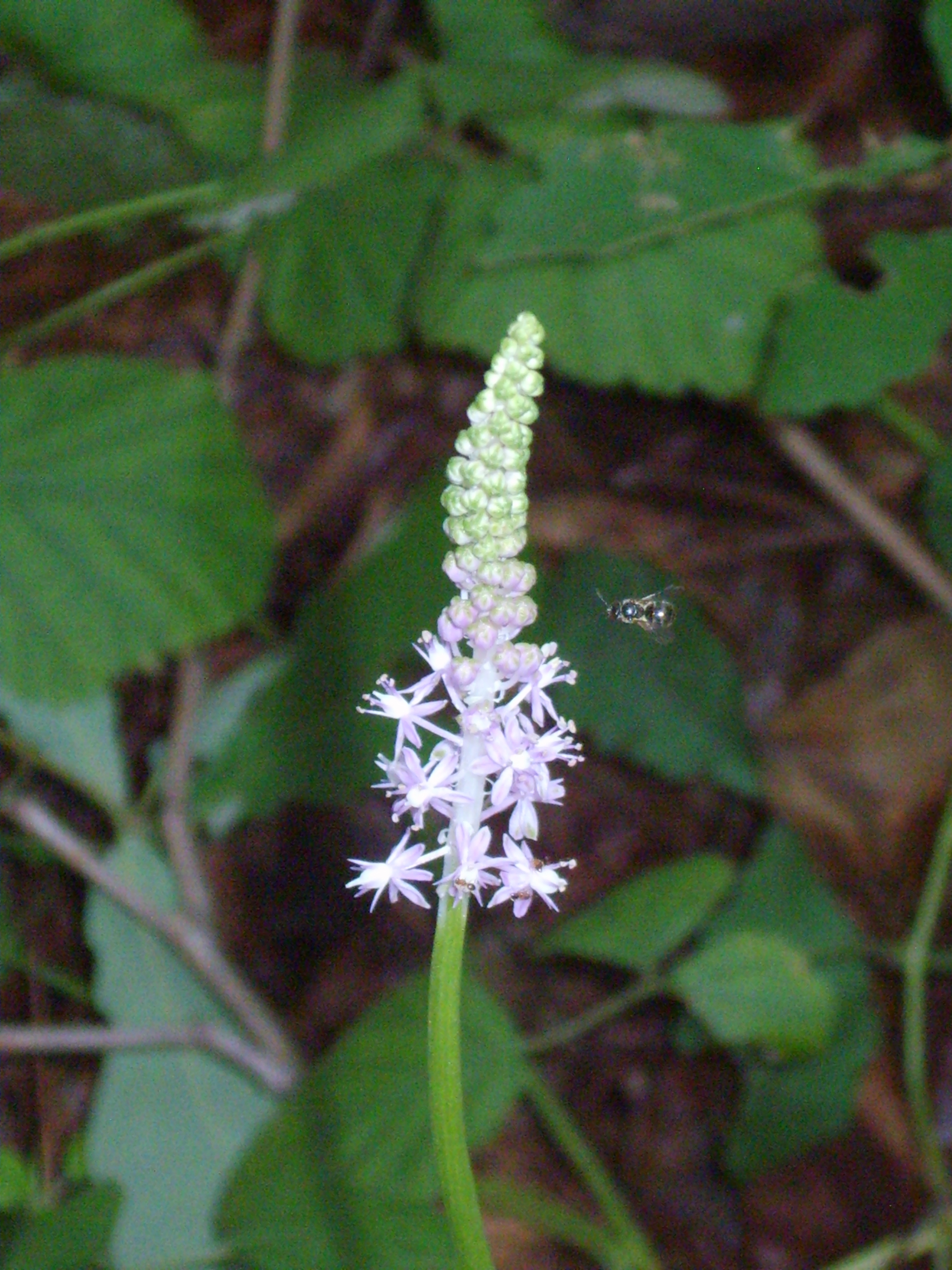
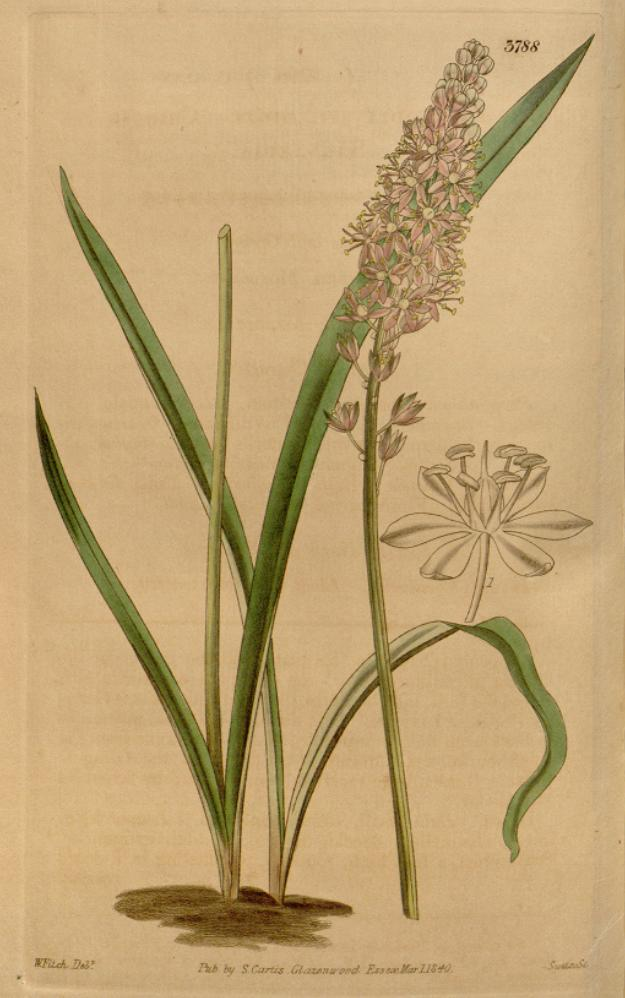
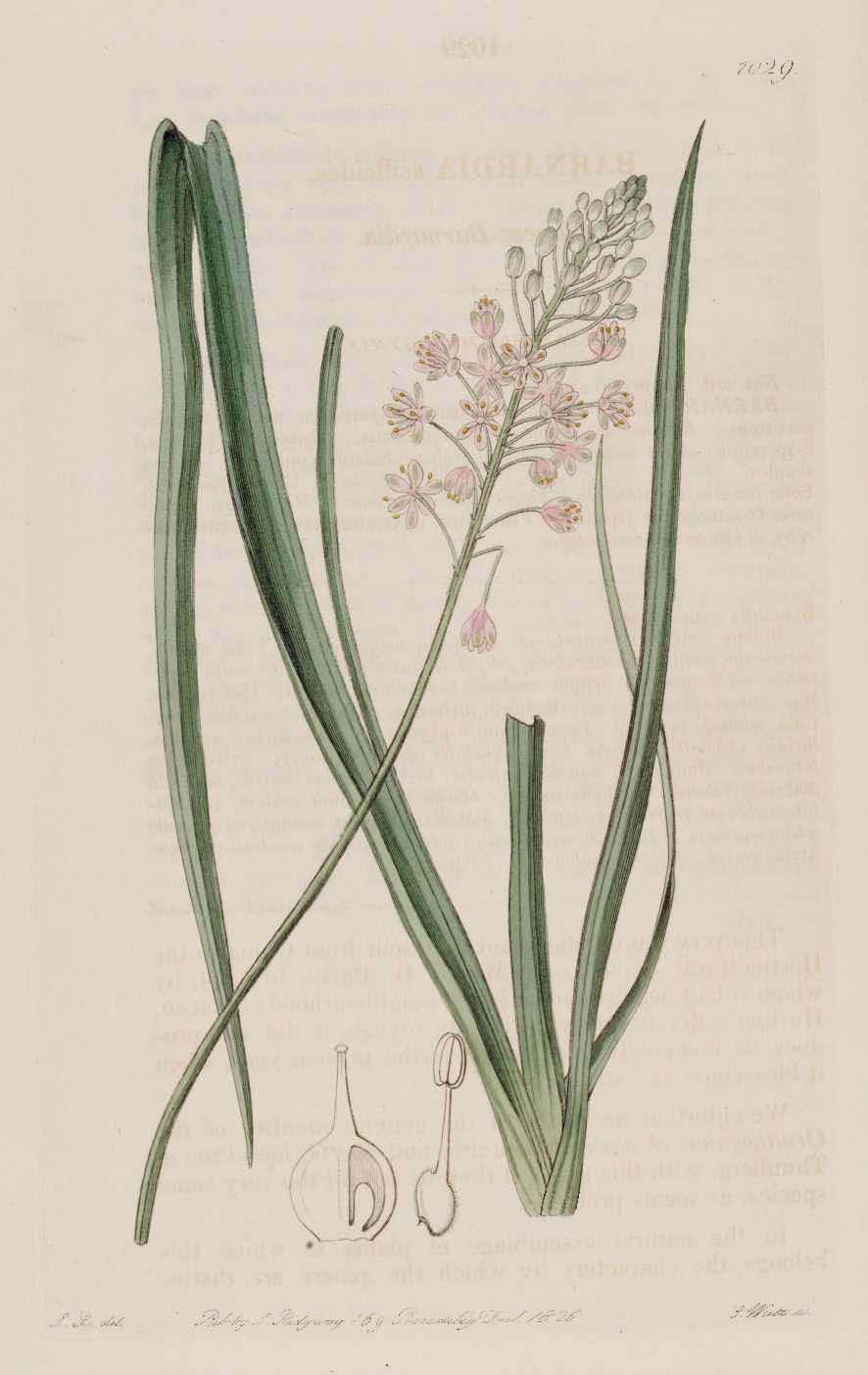